# International Lawn Tennis Challenge 1900
International Lawn Tennis Challenge 1900 var den første udgave af den tennisturnering for landshold, der nu spilles under navnet Davis Cup. Kampene blev spillet på græsbaner i Longwood Cricket Club i Boston, USA i perioden 8. – 10. august 1900.
Kampen blev vundet af USA's hold bestående af Dwight Davis, Malcolm Whitman og Holcombe Ward, som besejrede Storbritannien med 3-0. Storbritanniens hold bestod af Ernest Black, Arthur Gore og Herbert Roper Barrett.

## Baggrund
Turneringen blev født i 1899 af fire spillere på Harvard Universitys tennishold, der fik ideen at udfordre briterne i en tennisturnering. Da først ideen blev godkendt af United States Lawn Tennis Association og det britiske Lawn Tennis Association, designede Harvard-spilleren Dwight F. Davis turneringformatet og betalte af egen lomme for en passende sølvpokal fra Shreve, Crump & Low. Den første kamp mellem USA og Storbritannien blev afhold i Longwood Cricket Club i Boston, Massachusetts i 1900. Det amerikanske hold, som Davis var en del af, vandt de første tre kampe og dermed turneringen

## Resultater
| \| Kamp \| USA \| Storbritannien \| Resultat \| Stilling \| \| 1 \| Dwight Davis \| Ernest Black \| 4-6, 6-2, 6-4, 6-4 \| 1-0 til USA \| \| 2 \| Malcolm Whitman \| Arthur Gore \| 6-1, 6-3, 6-2 \| 2-0 til USA \| \| 3 \| Dwight Davis / Holcombe Ward \| Ernest Black / Herbert Roper Barrett \| 6-4, 6-4, 6-4 \| 3-0 til USA \| \| 4 \| Dwight Davis \| Arthur Gore \| 9-7, 9-9 (ikke færdigspillet) \| \| \| 5 \| Malcolm Whitman \| Ernest Black \| Ikke spillet \| \| |                              |                                      |                               |             |
| Kamp | USA                          | Storbritannien                       | Resultat                      | Stilling    |
| 1 | Dwight Davis                 | Ernest Black                         | 4-6, 6-2, 6-4, 6-4            | 1-0 til USA |
| 2 | Malcolm Whitman              | Arthur Gore                          | 6-1, 6-3, 6-2                 | 2-0 til USA |
| 3 | Dwight Davis / Holcombe Ward | Ernest Black / Herbert Roper Barrett | 6-4, 6-4, 6-4                 | 3-0 til USA |
| 4 | Dwight Davis                 | Arthur Gore                          | 9-7, 9-9 (ikke færdigspillet) |             |
| 5 | Malcolm Whitman              | Ernest Black                         | Ikke spillet                  |             |

## Billeder
- USA's doublepar, Dwight F. Davis og Holcombe Ward.
- Det amerikanske hold med trofæet.
- Det skinnende trofæ bliver fotograferet.
- Nærbillede af trofæet.